# 篠原元貴
篠原 元貴（しのはら もとき、1975年12月8日 - ）は、日本のフリーランスライター。東京都保谷市（現・西東京市）出身。元週刊ファミ通（旧:ファミコン通信）編集部所属。
愛称は「ブンブン丸」。

## 来歴・人物
中学生の時にいじめに遭い、中学卒業後すぐに就職、職を転々とする。また当時からゲームセンターに通っており、『バーチャファイター』も稼動後より遊んでいた。その最中「新宿ジャッキー」こと羽田隆之の噂を聞き、新宿西口のGAME SPOT21に出向き対戦、やがて親しくなる。1995年、羽田の紹介でファミ通編集部にアルバイトとして採用される。その後フリーライターに転身する一方、ファミ通にも記事を執筆してきたが、2018年に卒業。
愛称は『バーチャファイター』のキャラクターであるウルフ・ホークフィールドの使い手でありジャイアントスイングを好んで使う事から、雀荘で知人に命名されたもの。ファミ通におけるペンネームもブンブン丸となり、現在まで全ての活動にその名を使い続けている。
バーチャファイターでの知名度を買われて3D格闘ゲーム『御意見無用 〜Anarchy in the NIPPON〜』の監修を担当した。

## 出演

### テレビ番組
- 『ゲームカタログII』（1994年10月8日 - 1998年3月25日、テレビ朝日）
- 『GameWave』（1998年4月2日 - 2002年9月26日、テレビ東京）

### テレビドラマ
- 『ノーコン・キッド 〜ぼくらのゲーム史〜』（2013年10月4日 - 12月20日、テレビ東京）

### ゲーム
- 『グーニャファイター』（MUTAN） - ウルフ・ホークフィールドの声優

Steam版を除き、2020年11月19日 - 2021年11月18日の一年間限定で使用可能。
- Nintendo Switch版：2019年6月27日発売
- アーケード（ALL.Net P-ras MULTI バージョン3）版：2020年9月17日稼動開始
- PlayStation 5版：2020年11月12日発売